# Диференчно уравнение
Диференчното уравнение е апарат в математиката, който служи са изследване или описване на промяната на естествени явления по отношение на времето.

## Класификация
Ако дадена популация притежава дискретни поколения, размерът на {\displaystyle (n+1)} -то поколение {\displaystyle u(n+1)} е функция на {\displaystyle n}-тото поколение. Такъв тип връзка се изразява чрез диференчното уравнение
{\displaystyle u(n+i)=f(u(n+i-1),u(n+i-2),...,u(n)),}
където при зададена функция {\displaystyle f} и неизвестни {\displaystyle u_{k}} за {\displaystyle k\in \mathbb {N} } ({\displaystyle \mathbb {N} } е множеството на естествените числа) се нарича диференчно уравнение от i-ти ред. Когато уравнението е от вида
{\displaystyle x(i)u(n+i)+x(i-1)u(n+i-1)+...+x(0)u(0)=y} при {\displaystyle x(0)x(i)\neq 0}
то се нар. линейно диференчно уравнение, като съответно при
- {\displaystyle y=0} се нар. линейно хомогенно диференчно уравнение,
- {\displaystyle y\neq 0} се нар. линейно нехомогенно диференчно уравнение.

В зависимот от това дали коефициентите и дясната му част зависят или не от {\displaystyle n}, то се нар. съответно уравнение с променливи или с постоянни коефициенти.

## Употреба
Диференчните уравнения могат да се разглеждат като аналог на диференциалните и функционално-диференциалните уравнения или самостоятелно. Използват се за апроксимация на диференциални оператори, за решаване на математически задачи с рекурентни зависимости, при построяване на различни дискретни модели в биологията, екологията, физиката, техниката и икономиката.
Диференчните уравнения могат да възникнат по много начини. Те могат да бъдат
- естествен модел на дискретен процес (в комбинаториката напр.),
- дискретно приближение на непрекъснат процес (численото решаване напр.)

В някои биологични ситуации растежът на популацията е непрекъснат процес и поколенията се препокриват, докато в други растежът на популацията заема място в дискретни интервали от време и поколенията са напълно непрепокриващи се. Някои от най-простите подобни нелинейни диференчни уравнения показват забележителен спектър на динамичното поведение. Тази богата динамична структура е разгледана в общоприетите линеализирани и устойчиви анализи. Нейното съществуване в най-простите и напълно определени нелинейни („зависещи от гъстотата“) диференчни уравнения са обект на значителен математически и екологичен интерес.
Диференчните уравнения без отклонение във времето водят до много проста динамика, докато тези с отклонения във времето относно регулаторните механизми могат да имат сложни динамични структури, които са обект на дискусии в математиката.
Крайните диференчни неравенства за функция на една или две променливи, чрез които се получават оценки, имат фундаментална роля в изучаването на ограниченост, единственост на решението, непрекъсната зависимост от началните условия и др. на решенията на диференчните уравнения.

## Диференчни уравнения с максимуми
Специален вид диференчни уравнения е този, който включва максимума на изучаваната функция върху отминал интервал от време. В резултат на това тези уравнения имат важна роля в теорията на диференчните уравнения и се наричат диференчни уравнения с максимуми. Операторът на максимума възниква естествено в някои модели, които се използват в автоматичния контрол. Диференчните уравнения с максимуми не са добре изучени все още. В общия случай те се характеризират от две основни части:
- първа част – диференчно уравнение,
- втора част – максимум на неизвестната функция.

Втората част разширява значително сферата на диференчните уравнения с максимуми на неизвестната функция {\displaystyle u(n)}, тъй като нейният максимум може да бъде взет
- върху интервал с фиксирана дължина {\displaystyle \max _{\xi \in \mathbb {Z} _{[n-h,n]}}u(\xi )}, където {\displaystyle h=constant} и {\displaystyle \mathbb {Z} _{[h-h,n]}} е множеството на целите числа от {\displaystyle n-h} до {\displaystyle n}, включително;
- върху интервал с променлива дължина {\displaystyle \max _{\xi \in \mathbb {Z} _{[\sigma (n),\tau (n)]}}u(\xi )}, където {\displaystyle \sigma (n)\leq \tau (n)\leq n} и {\displaystyle \mathbb {Z} _{[n-h,n]}} е множеството на целите числа от {\displaystyle n-h} до {\displaystyle n}, включително;
- върху няколко интервала с фиксирана или променлива дължина.